# Gumti
|  | Per a altres significats, vegeu «Riu Gumti (Tripura)». |

El Gumti, Gomti o Gomati (गोमती Gomtī) és un riu de l'Índia a Uttar Pradesh, afluent del Ganges. S'origina a Gomat Taal, prop de Madho Tanda a Pilibhit, Índia. Recorre 900 km per Uttar Pradesh i desguassa al riu sagrat. El riu és poc cabalós els primers 100 km, i fins a Mohamadi, però es va incrementant després de rebre el Gaihai, el Joknai i el Pawayan; a Mohamadi se li uneix el Sarayu; rep després altres afluents com el Kathna (de 145 km) i el Sarayan, prop de Sitapur. Més tard se li uneix el Sai prop de Jaunpur. Després passa per Lucknow, ciutat a la que abasteix d'aigua. A la sortida una resclosa forma un llac. Després de Lucknow passa per Barabanki, Sultanpur i Jaunpur; entre les 15 ciutats per les que passa hi ha Lucknow, Lakhimpur Kheri, Sultanpur, i Jaunpur (que divideix en dos parts). Després rep al Nin i passa prop de Benarés (Varanasi) i desguassa al Ganges prop de Saidpur al districte de Ghazipur. La seva conca és d'uns 20.000 km². A l'època del monsó causa de vegades inundacions (que foren especialment greus el setembre de 1894). És navegable quasi 800 km (fins a Mohamadi) però no hi ha gaire tràfic. Actualment està força contaminat per les aigües residuals i els abocaments industrials.